# Ivánfalva
Ivánfalva (korábban Vancsavecz, szlovénül: Vanča vas, vendül Vanča ves, németül: Sankt Johann) falu Szlovéniában, Muravidéken, Pomurska régióban. Közigazgatásilag Csendlakhoz tartozik.

## Fekvése
Muraszombattól 6 km-re északnyugatra a Lendvába igyekvő Dobel-patak partján fekszik.

## Története
A települést 1365-ben "Iwanchawcz" néven említik először. Az 1364 karácsonyán jóvá hagyott egyezség szerint  Széchy Péter fia Miklós dalmát-horvát bán és testvére Domonkos erdélyi püspök kapták királyi adományul illetve cserében a Borsod vármegyei Éleskőért, Miskolcért és tartozékaikért Felsőlendvát és tartozékait, mint a magban szakadt Omodéfi János birtokát. Az 1366-os beiktatás alkalmával részletesebben kerületenként is felsorolják az ide tartozó birtokokat, melyek között a falu "Iwanchafalua in districtu Beelmura" alakban szerepel. A település a későbbi századokon át is a család birtokában maradt. A felsőlendvai uradalom belmurai kerületéhez tartozott. 1687-ben a Széchy család fiági kihalása után Kéry Ferenc és felesége Széchy Julianna grófnő  a birtokot a Szapáry családnak adta el.
Vályi András szerint „VANCSAVJECZ. Vanecsa. Tót falu Vas Várm. földes Urai Gr. Szapáry, és több Uraságok, fekszik Tiszinához nem meszsze, mellynek filiája; földgye néhol sovány.” 
Fényes Elek szerint „Vancsevecs, vindus falu, Vas vmegyében, a muraszombati uradalomban: 75 kath., 30 evang. lak.” Vas vármegye monográfiája szerint „Ivánfalva, 48 házzal és 282 vend lakossal. Vallásuk r. kath. Postája Ferenczfalva, távírója Muraszombat.”
1910-ben 286, túlnyomórészt szlovén lakosa volt. A trianoni békeszerződésig Vas vármegye Muraszombati járásához tartozott, 1919-ben átmenetileg a de facto Mura Köztársaság része lett. Még ebben az évben a Szerb–Horvát–Szlovén Királysághoz csatolták, ami 1929-től Jugoszlávia nevet vette fel. 1941-ben átmeneti időre ismét Magyarországhoz tartozott, 1945 után visszakerült jugoszláv fennhatóság alá. 1991 óta a független Szlovénia része. 2002-ben 509 lakosa volt.

## Nevezetességei
Neogótikus Mária-kápolnáját 1898-ban építették.

## Híres emberek
- Stevanecz Antal (1861-1921) szlovén író